# Flossenbürg (by)
 For alternative betydninger, se Flossenbürg. (Se også artikler, som begynder med Flossenbürg)
Flossenbürg er en kommune i Landkreis Neustadt an der Waldnaab i Regierungsbezirk Oberpfalz i den tyske delstat Bayern.

## Geografi
Den statanerkendte rekreationsby ligger i Oberpfälzer Wald ved grænsen til Tjekkiet, hvor nabokommunen er Lesná.

## Historie
Byen nævnes første gang i 948 . Burg Flossenbürg var oprindeligt en fæstning under Hohenstauferne, men blev senere en del af Hertugdømmet Neuburg-Sulzbach og kom i 1777 under Kurfyrstedømmet Bayern. Den nuværene kommune blev dannet i 1818.
Fra 1938 til 1945 har her en koncentrationslejr, KZ Flossenbürg. 23. April 1945 blev den uden kamp, befriet af den 90. Infanteri-Division fra United States Army .

### Trafik
Flossenbürg var endestation for en sidebane fra Floß af jernbanen fra Neustadt an der Waldnaab til Eslarn.